# Temple de Kapaleeshwarar
Le temple de Kapalishvarar (en tamoul : கபாலீசுவரர் கோயில், Kabālīsvarar koyil) est un temple hindou dédié au dieu Shiva, se trouvant à Mylapore ou Méliapour, un ancien faubourg de la ville de Madras ou Chennai, dans l'État du Tamil Nadu en Inde. Il daterait du VIIe siècle.
D'après les purânas, Parvati y a vénéré son époux sous la forme d'une paonne (mayil (மயில்) en tamoul), donnant ainsi le toponyme de Maiylai (மயிலை (mayilai)) à cette localité formée autour du temple. Shiva y est vénéré sous le titre de Kapalishvarar (du sanskrit कपालेश्वर (kapālēśvara), qui signifie « Seigneur du crâne » ou kapāla (कपाल)), tandis que Parvati y est vénérée sous le nom de Karpagambal (du tamoul கற்பகாம்பாள் (kaṟpagāmbāḷ), qui signifie « Déesse de l'arbre à souhaits » ou kaṟpakam (கற்பகம்) et kalpavr̥kṣa (कल्पवृक्ष)). La divinité principale du temple est révérée dans le Tevaram, œuvre canonique de la liturgie shivaïte, écrite au VIIe siècle par trois des plus éminents nayanmars, les saints-poètes tamouls du Shaiva Siddhanta. Le temple de Kapalishvarar est ainsi un Paadal Petra Sthalam, un des lieux saints de cette tradition shivaïte, qui font l'objet de pèlerinage.
Le temple comporte de nombreux sanctuaires, dont ceux de Kapalishvar et de Karpagambal qui sont les plus prééminents. Il est composé aussi de plusieurs halls ou pavillons, les mandapa. Le temple conduit six rites quotidiens (les puja) à différents moments de la journée, de 5 h 30 à 22 h, et quatre célébrations annuelles. La plus importante de ces festivités est l'Arupathimuvar, ayant lieu dans le cadre des différentes cérémonies du Brahmotsava, au mois de Panguni dans le calendrier tamoul (entre mars et avril dans le calendrier grégorien).
Le temple est géré et administré par le Hindu Religious and Charitable Endowments Department (en) du gouvernement du Tamil Nadu.

## Mythes
Le nom du temple fait référence au titre de Shiva sous lequel celui-ci y est vénéré, Kapalishvara ou « Seigneur du crâne ». D'après les purânas, durant une rencontre entre les dieux Brahmâ et Shiva dans la demeure de ce dernier, le Mont Kailash, Brahmâ manqua d'honorer convenablement la déité suprême. En raison de ceci, Shiva arracha l'une des cinq têtes (kapāla) de Brahmâ. En acte de pénitence, celui-ci vint sur le site de Méliapour, y érigea un lingam et y honora le dieu, dans l'espérance de gagner sa grâce. Cet endroit acquit les noms de Sukra Puri, Veda Puri, parmi de nombreux autres, dont les locutions kayilaiyē mayilai (கயிலையே மயிலை, « Le Kailash est Mylapore ») et mayilaiyē kayilai (மயிலையே கயிலை, « Mylapore est le Kailash »), qui soulignent la grande estime des dévots pour ce lieu, rendu équivalent au site saint primordial du shivaïsme.
Selon le sthala purana (chronique) du temple, Parvati, la parèdre de Shiva, transformée en paonne à la suite d'une malédiction, fit pénitence ici afin de recouvrer sa forme originale. Leur fils Kârttikeya, appelé plus populairement Muruga, y reçu de Parvati un vel (javelot) pour anéantir un démon. Brahmâ a rendu culte en ce lieu pour se débarrasser de son égo et retrouver sa puissance créatrice. Les quatre védas auraient vénéré Shiva dans ce sanctuaire. Shukra, la divinité présidant la planète Vénus, y honora également Shiva pour récupérer sa vue. 
Le temple est aussi lié à la vie des nayanmars, les saints du courant shivaïte Saiva Siddhanta, qui vécurent entre les VIe et VIIIe siècles. C'est le cas de l'éminent saint et apologète Sambandar (aussi appelé avec révérence tiruñānasambandar (திருஞானசம்பந்தர்)), qui y ressuscita la jeune femme Angam Poompavai, fille du marchand Sivanesa Chettiar, initialement morte d'une morsure de serpent venimeux. Vayilar, un autre de ces saints, natif de Méliapour, y atteint le moksha ou salut. 

## Histoire
La construction du temple est généralement attribuée aux VIIe siècle sous les Pallavas. Une datation soutenue par les références au temple faites dans les hymnes des nayanmars. Cependant, l'historicité du temple de Kapaleeshwarar est questionnée depuis le début du XXe siècle. En effet, les écrits d'époque situent clairement le temple sur le rivage, à la fois au VIIe siècle par le nayanar Sambandar et au XVe siècle par le saint shivaïte Arunagirinathar. Ce qui entre en contradiction avec la situation géographique du temple actuel, relativement éloigné du trait de côte.
Au début du XXe siècle, entre 1921 et 1923, l'Archaeological Survey of India (sous les Indes britanniques) trouve dans le voisinage de Santhome, de nombreux vestiges et inscriptions liés au culte de Shiva. Des fouilles conséquemment conduites dans le secteur, à proximité de la basilique Saint-Thomas, mettent en évidence des restes de lieu de culte hindou. Il existe depuis un consensus que le temple originel de Kapaleeshwarar a été probablement abattu sous les Portugais au XVIe siècle, lorsqu'ils s'établirent dans la localité en 1523. Ceux-ci s'y installent au détriment de Paliacate (Pulicat), située plus au nord, d'où ils déménagèrent leur commandement en côte de Coromandel, attirés par le prestige ancien de Mylapore et la découverte des reliques de l'apôtre Thomas au Grand Mont. Ces dernières sont amenées au cœur de la cité fortifiée de São Tomé de Meliapore (Saint-Thomé-de-Méliapour), comptoir puis colonie où elles sont conservées dans une église bâtie pour cet effet. L'emplacement historique du temple de Kapaleeshwarar se trouverait sur ou à proximité de celui de l'actuelle basilique Saint-Thomas, l'emprise spatiale de Saint-Thomé-de-Méliapour empiétant plus largement sur celle de l'ancien Méliapour.
Le culte de Kabalishvarar est donc probablement relocalisé au XVIe siècle dans le temple actuel, où sont réinstallés les objets de dévotion. Comportant des inscriptions datées du XIIe siècle et quelques éléments du VIIe siècle, le lieu de culte dans ses configurations présentes témoigne surtout d'importantes rénovations durant les XVIe et XVIIe siècles, sous le royaume de Vijayanagara et les souverains nayaks. L'architecture du temple suit les canons artistiques religieux de cette période. Des ajouts ultérieurs ont été réalisés, notamment la construction du grand gopuram en 1906, haut de 36,6 m et orné de statues en plâtre, ou encore le bassin associé au temple, construit au XVIIIe siècle sur un terrain offert à cette occasion par le nabab d'Arcate, Muhammad Ali Khan Wallajah.

## Culte et festivités
Les prêtres du temple conduisent la puja (rite) à rythme quotidien et à l'occasion des grandes célébrations. Au temple de Kapalishvarar, les officiants missionnés au culte (pujari ou gurukul) appartiennent à la communauté des Sivacharyar, appelée aussi Adi Saivar, des brahmanes tamouls shivaïtes traditionnellement consacrés au sacerdoce, présents dans la plupart de temples shivaïtes du Tamil Nadu. Le temple est animé par la célébration des six rites quotidiens, l'Ushtakalam à 6 h, la Kalasanthi à 9 h, l'Uchikalam à 13 h, le Sayarakshai à 17 h, l'Irandamkalam à 19 h et l'Ardha Jamam à 21 h. Une organisation à part concerne le Rahu Abishekam (un rite d'ablution spécifique), conduite deux fois par jour à 11 h 30 et à 17 h 30, auxquelles peuvent parfois s'ajouter deux cérémonies supplémentaires à tout moment de la journée. Chaque rite, ou puja, comprend quatre cérémonies, l'abhisheka (l'aspersion sacrée), l'alangaram (l'apprêtement), le neivedhanam (l'offrande) et le deepa aradanai (le lever de lampes) pour Kabalishvar comme Karpagambal. Le culte peut être accompagné par l'orchestre de temple (le periya melam), composé de joueurs de nadasvaram (instrument à vent) et de thavil (instrument à percussion), ainsi que par les oraisons de l'odhuvar, un psalmodieur qui récite les hymnes de la liturgie Shaiva Siddhanta. D'autres rites particuliers ont lieu à d'autres fréquences, hebdomadaire pour le somavaram et le sukravaram, bimensuelle pour le pradosham, mensuelle pour le amavasai (nouvelle lune), le krithigai, la pournami (pleine lune) et la sathurthi. Lors des cultes conduits le vendredi, la déesse Karpagambal est ornée d'un kasu mala, un bijou sud-indien correspondant à un collier de pièces en or.

### Festivités
C'est au mois de Panguni (mars-avril) du calendrier tamoul qu'est célébré le Brahmotsavam, appelé populairement le Thiruvila, qui est la fête annuelle du temple. Célébration typique des temples hindous du sud-est de l'Inde, le brahmotsavam du temple de Kapalishvarar se particularise en tant que fête du printemps (appelé dans ce sens Panguni Peruvila), en raison de la période durant laquelle il est organisé. La fête dure plusieurs jours, ceux-ci sont marqués par des rites différents. Elle démarre avec le dvajarohanam (levée de l'oriflamme rituel ou kodi), culmine avec le terotsavam (fête du char cérémoniel ou ratha) et l'Arupathimuvar, puis se conclue avec le Thirukalyanam (mariage de Kabalishvar et de Karpagambal). Pendant le brahmotsavam, des idoles amovibles (appelées les utsavar) de Kapalishvar et de Karpagambal, parées de vêtements et de bijoux précieux, et montées sur des vahana (montures ou véhicules), sont emmenées quotidiennement en procession (le pradakshinam) autour du temple et de son bassin. Chacun des neufs jours de la fête se caractérise par une procession sur un vahana différent. Les plus importantes de ces processions sont celles faites sur le Adikara Nandi au troisième jour, sur le Rishaba Vahanam en milieu de nuit au cinquième jour, sur le ther, ratha ou char (haut de 13 m et tiré par les dévots) au matin du septième jour, et celle accompagnée par le rituel de l'Arupathimuvar au huitième jour.
L'Arupathimuvar est une procession emblématique et unique au temple de Kapaleeshwarar. Il est nommé d'après les soixante-trois nayanmar (அறுபத்திமூவர் (aṟupattimūvar) ou அறுபத்துமூவர் (aṟupattumūvar) signifiant « les soixante illustres »), les grands saints du shivaïsme Saiva Siddhanta, dont des idoles sont emmenées en cortège dans la procession, suivant Kabalishvarar. À cette occasion, le mythe du nayanar Sambandar et de la résurrection d'Angam Poompavai fait l'objet d'une représentation ritualisée.